# Brains (Loire-Atlantique)
Brains település Franciaországban, Loire-Atlantique megyében. Lakosainak száma 2760 fő (2022. január 1.). Brains Bouaye, Bouguenais, Cheix-en-Retz, La Montagne, Le Pellerin, Port-Saint-Père, Saint-Jean-de-Boiseau és Saint-Léger-les-Vignes községekkel határos.

## Népesség
A település népességének változása:
| Lakosok száma | 1021 | 1578 | 1889 | 2479 | 2640 | 2741 | 2840 | 2849 | 2862 | 2760 |
|               | 1968 | 1982 | 1990 | 2006 | 2013 | 2015 | 2017 | 2019 | 2020 | 2022 |